# Método químico
O método químico de fotografia, era o único modo de se fotografar antes do advento da fotografia eletrônica também conhecida como fotografia digital. A revelação de fotos tradicional  utiliza um laboratório fotográfico, dotado de uma câmara escura, ampliadores de imagens, produtos químicos utilizados no processo de revelação fotográfica, cubas, pinças, pregadores fazem parte deste laboratório.
A arte da revelação fotográfica exige paciência e dedicação.